# سوناكوم الفئة بي
سوناكوم الفئة بي فئة لشاحنات تنتجها شركة وطنية للعربات الصناعية هي مشابهة جداً للجرار الطريقي TB. شاحنات هذه الفئة متعددة الاستخدامات، فهي متوفرة كشاحنة خزان على سبيل المثال أو شاحنة نقل بضائع أو أيضاً شاحنة خاصة بالجيش بحيث تستخدم كعربة مطافئ .
- تترواح قوة محرك الشاحنة بين 230 و 400 حصان .

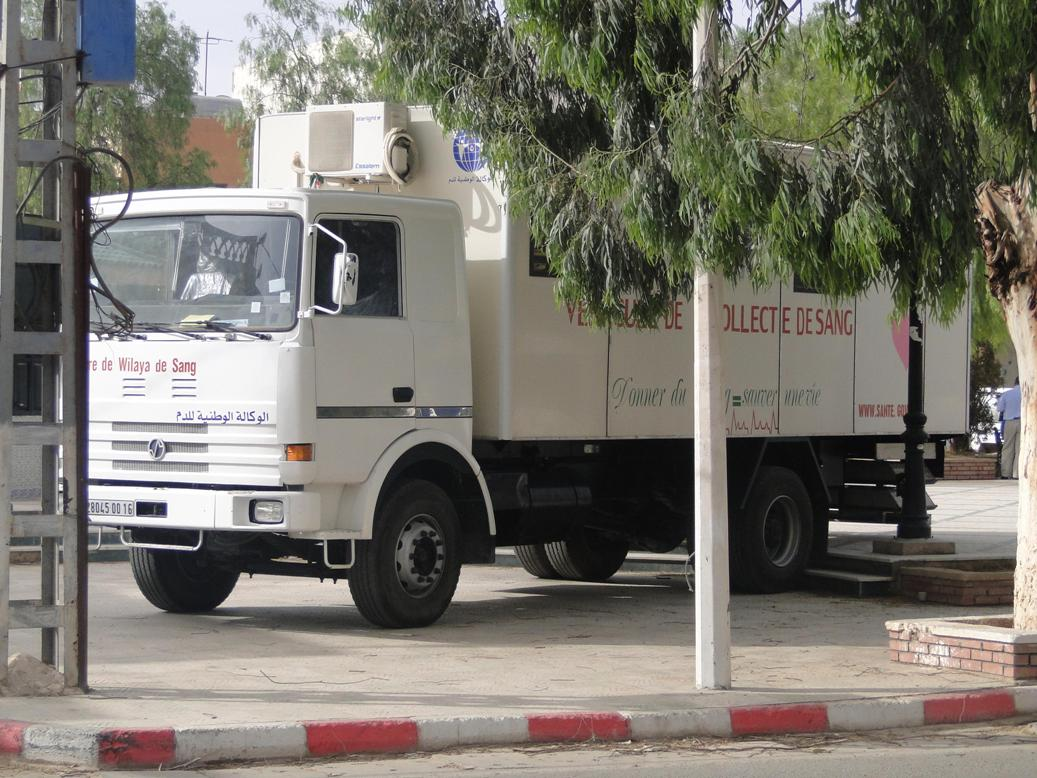
شاحنة التبرع بالدم SNVI الفئة260B

- صوت شاحنة ب260 أثناء الحركة: